# Puchar Europy Mistrzów Klubowych (1990/1991)
XXXVI Puchar Europy Mistrzów Klubowych 1990/1991

(ang. European Champion Clubs’ Cup)

## I runda
| FC Swarovski Tirol – Kuusysi 5:0 i 2:1 1 19.09 1990 1:0 Gorosito 29, 2:0 Prudlo 35, 3:0 Pacult 41, 4:0 Pacult 60, 5:0 Pacult 81 2 03.10 1990 1:0 Pacult 5, 2:0 Pacult 50k, 2:1 Vehkakoski 71 |
| APOEL FC – Bayern Monachium 2:3 i 0:4 1 19.09 1990 1:0 Gogić 5, 1:1 Reuter 72, 2:1 Pantziaras 80, 2:2 Mclnally 87, 2:3 Strunz 89 2 03.10 1990 0:1 Augenthaler 48, 0:2 R. Mihajlović 64, 0:3 R. Mihajlović 89, 0:4 R. Mihajlović 90                                                                         |
| Odense Boldklub – Real Madryt 1:4 i 0:6 1 18.09 1990 0:1 Aldana 18, 1:1 Pedersen 23, 1:2 Sánchez 27, 1:3 Villarroya 83, 1:4 Maqueda 88 2 02.10 1990 0:1 Losada 13, 0:2 Michel 35, 0:3 Aldana 46, 0:4 Losada 52, 0:5 Losada 73, 0:6 Aldana 80                                                               |
| Olympique Marsylia – Dinamo Tirana 5:1 i 0:0 1 19.09 1990 1:0 Papin 45k, 2:0 Papin 68, 3:0 Cantona 70, 4:0 Papin 74, 4:1 Tahiri 89k, 5:1 Vercruysse 90 2 03.10 1990 |
| Akureyrar – CSKA Sofia 1:0 i 0:3 1 19.09 1990 1:0 Bragasson 17 2 03.10 1990 0:1 Maraszlijew 19, 0:2 Georgijew 48, 0:3 Maraszlijew 80 |
| SSC Napoli – Újpest 3:0 i 2:0 1 19.09 1990 1:0 Baroni 35, 2:0 Maradona 43, 3:0 Maradona 76 2 03.10 1990 1:0 Incocciati 13, 2:0 Alemão 35 |
| Union Luxembourg – / Dynamo Drezno 1:3 i 0:3 1 19.09 1990 1:0 Morocutti 45, 1:1 Gütschow 47, 1:2 Birsens 78, 1:3 Radtke 90 2 03.10 1990 0:1 Jähnig 18, 0:2 Gütschow 34, 0:3 Jähnig 45 |
| Valletta FC – Rangers 0:4 i 0:6 1 19.09 1990 0:1 McCoist 16k, 0:2 Hateley 58, 0:3 Johnston 75, 0:4 Johnston 80 2 02.10 1990 0:1 Dodds 5, 0:2 Spencer 6, 0:3 Johnston 19, 0:4 Johnston 37, 0:5 McCoist 75, 0:6 Johnston 76k                                                                                 |
| Lillestrøm SK – Club Brugge 1:1 i 0:2 1 19.09 1990 0:1 Staelens 2, 1:1 Halle 78 2 02.10 1990 0:1 Booy 2, 0:2 Farina 82 |
| Lech Poznań – Panathinaikos AO 3:0 i 2:1 1 19.09 1990 1:0 Jakołcewicz 1k, 2:0 Jakołcewicz 18, 3:0 Rzepka 62 2 02.10 1990 0:1 Saravakos 45, 1:1 Pachelski 67, 2:1 Moskal 84 |
| FC Porto – Portadown 6:0 i 8:1 1 19.09 1990 1:0 Geraldâo 6, 2:0 Paille 17, 3:0 Kostadinow 32, 4:0 Branco 50, 5:0 Couto 68, 6:0 Paille 77 (mecz w Setubal) 2 02.10 1990 1:0 Madjer 9, 2:0 Madjer 15, 3:0 Madjer 33, 3:1 Fraser 36, 4:1 Semedo 40, 5:1 Paille 50, 6:1 Madjer 55, 7:1 Paille 79, 8:1 Jorge 81 |
| FC Dinamo Bukareszt – St. Patrick’s Athletic 4:0 i 1:1 1 19.09 1990 1:0 Dobos 3, 2:0 M. Damaschin 20, 3:0 Mateut 24, 4:0 Cheregi 81 2 02.10 1990 0:1 Fenlon 37, 1:1 Mateut 76 |
| Malmö FF – Beşiktaş JK 3:2 i 2:2 1 19.09 1990 1:0 Lindman 29, 1:1 Feyyaz 52, 2:1 Sundström 58, 2:2 Feyyaz 60, 3:2 Sundström 62 2 02.10 1990 0:1 Ali 30, 0:2 Feyyaz 43, 1:2 Ekheim 53, 2:2 Skammelsrud 63                                                                                                   |
| Sparta Praga – Spartak Moskwa 0:2 i 0:2 1 19.09 1990 0:1 Szalimow 25, 0:2 Szmarow 58 2 02.10 1990 0:1 Pieriepadienko 33, 0:2 O. Iwanow 51 |
| FK Crvena zvezda – Grasshopper Club Zürich 1:1 i 4:1 1 19.09 1990 0:1 Közle 14, 1:1 Binić 44 2 02.10 1990 1:0 Pančev 12, 2:0 Prosinečki 49k, 3:0 Savićević 59, 3:1 Közle 62k, 4:1 Prosinečki 83k |
| Wolny los: A.C. Milan |

## II runda
| Real Madryt – FC Swarovski Tirol 9:1 i 2:2 1 24.10 1990 1:0 Butragueño 4, 2:0 Sánchez 7, 3:0 Sánchez 13, 3:1 Pacult 16, 4:1 Butragueño 31, 5:1 F. Hierro 37, 6:1 Butragueño 48, 7:1 Sánchez 73, 8:1 Tendillo 79, 9:1 Sánchez 85 2 07.11 1990 0:1 Hörtnagl 14, 1:1 Losada 34, 2:1 Losada 45, 2:2 Linzmaier 90 |
| A.C. Milan – Club Brugge 0:0 i 1:0 1 24.10 1990 2 07.11 1990 1:0 Carbone 46 |
| SSC Napoli – Spartak Moskwa 0:0 i 0:0 (dog), karne 3:5 1 24.10 1990 2 07.11 1990 |
| Lech Poznań – Olympique Marsylia 3:2 i 1:6 1 24.10 1990 0:1 Fournier 8, 1:1 Łukasik 31, 2:1 Pachelski 41, 3:1 Juskowiak 58, 3:2 Waddle 64 2 07.11 1990 0:1 Papin 19, 0:2 Vercruysse 34, 0:3 Vercruysse 45, 1:3 Jakołcewicz 59, 1:4 Vercruysse 84, 1:5 Tigana 89, 1:6 Boli 90                                 |
| Bayern Monachium – CSKA Sofia 4:0 i 3:0 1 23.10 1990 1:0 Reuter 3, 2:0 Wohlfarth 28, 3:0 Augenthaler 54, 4:0 Reuter 62k 2 06.11 1990 1:0 Wohlfarth 16, 2:0 Effenberg 78, 3:0 McInally 84 |
| FC Dinamo Bukareszt – FC Porto 0:0 i 0:4 1 24.10 1990 2 07.11 1990 0:1 Kostadinow 2, 0:2 Kostadinow 25, 0:3 Geraldâo 48k, 0:4 Domingos 63 |
| FK Crvena zvezda – Rangers 3:0 i 1:1 1 24.10 1990 1:0 Brown 8, 2:0 Prosinečki 65, 3:0 Pančev 74 2 07.11 1990 1:0 Pančev 51, 1:1 McCoist 76 |
| Dynamo Drezno – Malmö FF 1:1 i 1:1 (dog), karne 5:4 1 24.10 1990 0:1 Engqvist 18, 1:1 Gütschow 45 2 07.11 1990 1:0 Gütschow 19, 1:1 Persson 72k |

## 1/4 finału
| A.C. Milan – Olympique Marsylia 1:1 i 0:3vo 1 06.03 1991 1:0 Gullit 14, 1:1 Papin 27 2 20.03 1991 0:1 Waddle 74 Z powodu awarii światła na 2 minuty przed końcem rewanżowego meczu, w którym Olympique Marsylia prowadził 1:0, Milan odmówił powrotu na boisko, gdy światło zostało naprawione. Mecz został zweryfikowany na walkower 3:0 dla Olympique Marsylia. |
| Bayern Monachium – FC Porto 1:1 i 2:0 1 06.03 1991 1:0 Bender 31, 1:1 Domingos 65 2 20.03 1991 1:0 Ziege 19, 2:0 Bender 71 |
| Spartak Moskwa – Real Madryt 0:0 i 3:1 1 06.03 1991 2 20.03 1991 0:1 Butragueño 9, 1:1 Radczenko 19, 2:1 Radczenko 36, 3:1 Szmarow 63 |
| FK Crvena zvezda – Dynamo Drezno 3:0 i 3:0vo 1 06.03 1991 1:0 Prosinečki 20, 2:0 Binić 42, 3:0 Savićević 56 2 20.03 1991 0:1 Gütschow 3k, 1:1 Savićević 53, 2:1 Pančev 68 Rewanżowy mecz przerwany po 78 minutach gry przy stanie 2:1 dla Crvenej Zvezdy z powodu zamieszek na trybunach – zweryfikowany na walkower 3:0 dla gości                                |

## 1/2 finału
| Bayern Monachium – FK Crvena zvezda 1:2 i 2:2 1 10.04 1991 1:0 Wohlfarth 22, 1:1 Pančev 45, 1:2 Savićević 70 2 24.04 1991 0:1 S.Mihajlović 25, 1:1 Augenthaler 65, 2:1 Bender 70, 2:2 Augenthaler 90s |
| Spartak Moskwa – Olympique Marsylia 1:3 i 1:2 1 10.04 1991 0:1 Abedi Pelé 27, 0:2 Papin 31, 1:2 Szalimow 58, 1:3 Vercruysse 88 2 24.04 1991 0:1 Abedi Pelé, 0:2 Boli 48, 1:2 Mostowoj 58k             |

## Finał
| 29 maja 1991 Bari Stadio San Nicola (57 500) FK Crvena zvezda – Olympique Marsylia 0:0 (0:0, 0:0), karne 5:3 Sędzia: Tullio Lanese (Włochy) Karne: 1:0 Robert Prosinečki, 1:0 Manuel Amoros (-), 2:0 Dragiša Binić, 2:1 Bernard Casoni, 3:1 Miodrag Belodedici, 3:2 Jean-Pierre Papin, 4:2 Siniša Mihajlović, 4:3 Carlos Mozer, 5:3 Darko Pančev Żółte kartki: Binić, Mihajlović, Marović / Boli Fudbalski Klub Crvena Zvezda (trener Ljubomir Petrović): Stevan Stojanović (kapitan) – Miodrag Belodedici, Ilija Najdoski, Refik Šabanadžović, Vladimir Jugović, Slobodan Marović, Siniša Mihajlović, Dragiša Binić, Dejan Savićević (84 Vlada Stošić), Robert Prosinečki, Darko Pančev Olympique de Marseille (trener Raymond Goethals): Pascal Olmeta – Manuel Amoros, Basile Boli, Carlos Mozer, Éric Di Meco (111 Dragan Stojković), Laurent Fournier (75 Philippe Vercruysse), Bruno Germain, Bernard Casoni, Abedi Pelé, Jean-Pierre Papin (kapitan), Chris Waddle |